# Cuquiarachi
Cuquiarachi o también Cuquiárachic, (del idioma ópata Cuquieratzi: "Lugar de lindas palomas" o "La paloma que cantó en el árbol") es una ranchería del municipio de Fronteras ubicada en el norte del estado mexicano de Sonora, en la región de la Sierra Madre Occidental en la zona del valle de Turicachi. La ranchería es la sexta localidad más habitada del municipio ya que según los datos del Censo de Población y Vivienda realizado en 2020 por el Instituto Nacional de Estadística y Geografía (INEGI), tiene un total de 87 habitantes.
Fue fundada en el año de 1654 por el misionero Marcos del Río como una misión, con el propósito de evangelizar a las tribus cuquiarachis y ópatas que habitaban ese lugar en los tiempos anteriores y durante la conquista.

## Geografía
Cuquiarachi se sitúa en las coordenadas geográficas 30°52'27" de latitud norte y 109°40'12" de longitud oeste del meridiano de Greenwich, a una altura media de 1,322 metros sobre el nivel del mar.